# Cosmia concinna
Cosmia concinna är en fjärilsart som beskrevs av Saalmüller 1891. Cosmia concinna ingår i släktet Cosmia och familjen nattflyn. Inga underarter finns listade i Catalogue of Life.